# Футбольная ассоциация Фиджи
Футбольная ассоциация Фиджи (англ. Fiji Football Association) — организация, осуществляющая контроль и управление футболом на Фиджи. Была основана в 1938 году. Штаб-квартира располагается в городе Сува.

## Общая информация
Футбольная ассоциация Фиджи — официальный руководящий орган по футболу на Фиджи. Основана в 1938 году. Входит в состав Футбольной конфедерации Океании (ОФК) с 1966 года и Международной федерации футбольных ассоциаций (ФИФА) с 1963 года. Член Национального олимпийского комитета Фиджи.
Включает двадцать три районных филиала, футбольные ассоциации судей, тренеров, начальных и средних школ, спортивные ассоциации мусульманскую и фиджи-гуджаратскую. В организацию также входят Совет Национальной лиги (НЛБ) и Комиссия по женскому футболу, футзалу и пляжному футболу. Все профессиональные футбольные клубы страны должны быть членами Футбольной ассоциации Фиджи, которая ответственна за назначение руководителей мужской и женской национальных сборных, организацию национальных и региональных соревнований, подготовку сборных страны к участию в квалификационных чемпионатах ФИФА в рамках ОФК. 

## История
Футбол на Фиджи стал приобретать популярность с 1920-х годов в среде выходцев из Британской Индии. Первый матч был сыгран в 1922 году между командами «Саншайн» Сува и «Ситар Хинд» Рева на единственном в то время стадионе школы Святого Колумбы в Суве. Первые профессиональные клубы появились в 1928 году.
8 октября 1938 года была основана Индийская футбольная ассоциация Фиджи. На собрании 22 апреля 1939 года был принят первый устав организации, согласно которому игры для зрителей были бесплатными. В 1947 году устав был пересмотрен, и для зрителей была введена плата за вход. В 1940 — 1950-х годах на Фиджи появился ещё ряд спортивных и футбольных ассоциаций. В августе 1962 года Индийская футбольная ассоциация Фиджи сменила название на Футбольную ассоциацию Фиджи, таким образом, объединив все футбольные ассоциации на территории колонии Фиджи. Вскоре в Суве прошли первые Южно-Тихоокеанские игры.
В 1968 году Футбольная ассоциация Фиджи разделила местные клубы по двум лигам: восемь лучших вошли в первый дивизион, другие восемь — во второй. Национальные футбольные турниры способствовали развитию коммуникаций между жителями островов. В 1976 году на Фиджи появились первые постоянные стадионы международного уровня с искусственным освещением. В том же году впервые национальные соревнования посетили президент и секретарь ФИФА. В июне 1977 года на островах был реализован первый проект ФИФА по развитию. Эксперты организации провели недельные курсы для местных тренеров, судей, менеджеров и спортивных врачей. В том же году прошёл первый чемпионат Фиджи по футболу.
В 1980 году у Футбольной ассоциации Фиджи появилась постоянная штаб-квартира в Суве. В 1982 году сборная Фиджи впервые прошла в плей-офф чемпионата мира по футболу. В том же году состоялся первый Национальный клубный чемпионат. В марте 1985 года острова снова посетили президент и секретарь ФИФА. В 1986 году в Суве прошёл первый молодёжный чемпионат по футболу.

## Турниры
- Межрайонный чемпионат[англ.]
- Чемпионат Фиджи по футболу
- Битва гигантов
- Чемпион против чемпиона[англ.]
- Кубок Фиджийской ассоциации по футболу
- Национальный клубный чемпионат
- Кубок Джирмита[англ.]

## Руководство
- президент Раджеш Пател[англ.] с 5 октября 2011 года[1].